# Matthias Laros
Matthias Laros (né le 1er mars 1882 à Trèves, mort le 24 juin 1965 à Coblence) est un théologien catholique allemand.

## Biographie
Laros publie de nombreux ouvrages et essais sur l'église et le monde. Laros acquiert une réputation de spécialiste de John Henry Newman par sa traduction de certains de ses ouvrages. Après l'exécution de Max Josef Metzger en avril 1944, il prend la direction du mouvement œcuménique Una Sancta.
De 1938 à 1948, il est prêtre de l'église Saint-Ménas de Coblence (de).